# Sam Totman
Sam Totman, född 26 april 1974 i Hertfordshire, England, är gitarrist och sångskrivare i power metal-bandet DragonForce. 
Totman flyttade vid tidig ålder till Nya Zeeland. Han började spela klassisk gitarr när han var nio år gammal och har fått formell träning i många år.
Totman var tidigare medlem i black metal-bandet Demoniac, där även Herman Li spelade. Totman använde i Demoniac namnet Heimdall (efter guden  Heimdall i nordisk mytologi). Demoniac kämpade på utan att göra några riktiga framsteg, trots att de släppte tre album och flyttade till London. Detta ledde till att Demoniac splittrades i slutet av 1999, kort efter det att albumet The Fire and the Wind hade släppts. De flesta medlemmarna följde med till nästa projekt, som var power metal-bandet Dragonheart, vilket senare blev DragonForce. Keyboardisten Steve Williams och basisten Steve Scott lämnade Dragonheart för att grunda Power Quest, som Totman spelade med på deras första album.
Totman skriver både musiken och sångtexten till de flesta låtar som DragonForce har släppt. Han är känd för sitt energirika framförande på scen, där han vanligtvis gör ett flertal stunts.

## Utrustning
Sam Totmans huvudsakliga utrustning scen är: 
- Ibanez STM, hans egen signatur serie.
- Ibanez VBT700 Custom V
- Ibanez IC400 Iceman
- Peavey Triple X Cab
- Innan Totman skrev på för Ibanez, så spelade han Jackson RR3.
- Totman använde Kramer Vanguard gitarrer i de tidiga stadierna av DragonForce.